# Карлос Алберто де Алмейда
Карлос Альберто де Алмейда Жуниор также известный, как Карлиньос (порт. Carlos Alberto de Almeida Junior; Carlinhos; род. 17 июня 1980, Рио-де-Жанейро) — бразильский футболист, полузащитник.

## Биография
Начал карьеру в клубе «Фламенго», позже играл за «Бразильенсе» и «Васко да Гама». В 2004 году перешёл в бельгийский «Стандард». С 2006 года по 2009 год играл за швейцарский клуб «Арау».